# Куличенков, Геннадий Валентинович
Геннадий Валентинович Куличенков (род. 14 апреля 1953, Тула) — советский и российский футбольный судья республиканской категории, инспектор РФС.

## Биография
Футболистом играл за тульские команды «Штамп», «Кировец», «Машиностроитель», неоднократно становился призёром чемпионата области. Обладатель Кубка области 1976 года в составе «Штампа», забил победный гол в финальном матче.
В 1968 году в возрасте 15 лет начал карьеру футбольного арбитра. 14 октября 1985 года в матче второй лиги «Арсенал» Тула — «Сатурн» Андропов (1:0) дебютировал в первенстве СССР в качестве помощника главного судьи. С 1986 года работал главным судьёй. В 1992—2001 годах провёл 119 матчей чемпионата России в качестве главного арбитра.
В 1994, 1998—2000 годах включался в число 10 лучших футбольных арбитров России. В 2002 году работал начальником команды «Арсенал-2» Тула. С 2003 года — инспектор РФС.
Президент Тульской областной федерации футбола, председатель её судейско-инспекторского комитета.